# Stewart megye (Georgia)
Stewart megye az Amerikai Egyesült Államokban, azon belül Georgia államban található. Megyeszékhelye Lumpkin, legnagyobb városa Richland. Lakosainak száma 5314 fő (2020. április 1.). Stewart megye Chattahoochee, Webster, Randolph, Marion, Quitman, Barbour és Russell megyékkel határos.

## Népesség
A megye népességének változása:
| Lakosok száma | 6108 | 6041 | 6050 | 5868 | 5851 | 5314 |
|               | 2010 | 2011 | 2012 | 2013 | 2015 | 2020 |